# Electric Universe
Electric Universe är det trettonde studioalbumet av det amerikanska bandet Earth, Wind & Fire, utgivet i november 1983 på Columbia Records. Albumet steg till nummer 8 i USA Billboard Top R&B Album and No. 40 in the US Billboard 200 chart. Electric Universum nådde också nr 17 på Sverigetopplistan diagram.
Albumet producerades av Maurice White för Kalimba Productions. Med "Electric Universe" kom ett unikt new wave & synth pop -ljud för EWF.
Artister som David Foster, Martin Page, Michel Colombier och Pamela Hutchinson och Wanda Vaughn från The Emotions deltog. Albumet släpptes också 2015 igen med sex bonusspår och två demos.

## Spårlista
| Nr           | Titel                        | Längd |
| ------------ | ---------------------------- | ----- |
| 1.           | Magnetic                     | 4:19  |
| 2.           | Touch                        | 4:54  |
| 3.           | Moonwalk                     | 4:08  |
| 4.           | Could It Be Right            | 5:15  |
| 5.           | Spirit of A New World        | 4:29  |
| 6.           | Sweet Sassy Lady             | 4:08  |
| 7.           | Wer'e Living In Our Own Time | 5:18  |
| 8.           | Electric Nation              | 4:30  |
| Total längd: | Total längd:                 | 35:40 |

| 1.  | Magnetic                                                  | 4:19 |
| 2.  | Touch                                                     | 4:54 |
| 3.  | Moonwalk                                                  | 4:08 |
| 4.  | Could It Be Right                                         | 5:15 |
| 5.  | Spirit of A New World                                     | 4:29 |
| 6.  | Sweet Sassy Lady                                          | 4:08 |
| 7.  | Wer'e Living In Our Own Time                              | 5:18 |
| 8.  | Electric Nation                                           | 4:30 |
| 9.  | Magnetic (7" version)                                     | 3:50 |
| 10. | Magnetic (Utökad Dance Remix)                             | 6:22 |
| 11. | Magnetic (Instrumental)                                   | 5:49 |
| 12. | Spirit Of A New World (Demoversion)                       | 4:36 |
| 13. | El Solitario (We're Living In Our Own Time) (Demoversion) | 5:15 |
| 14. | Here's To Love (Instrumental)                             | 4:23 |
| 15. | Club Foot                                                 | 3:59 |
| 16. | Milky Way                                                 | 5:25 |